# 올무비
올무비(Allmovie, 이전 이름: All Movie Guide, 올 무비 가이드)는 영화 배우와 영화, 텔레비전 프로그램과 같은 정보를 제공하는 상용화 데이터베이스이다. 올뮤직과 올게임을 세운 대중 문화 기록 보관자 마이클 얼와인이 창립하였다.
올무비의 자료는 allmovie.com 웹사이트에 접속하여 볼 수 있으며, 자동으로 DVD를 인식하는 AMG LASSO 미디어 승인 서비스를 통해서도 이용할 수 있다.
올무비는 올뮤직, 올게임과 함께 올 미디어 가이드(AMG)의 브랜드이다.

## 같이 보기
- 올뮤직
- 올 미디어 네트워크
- 인터넷 영화 데이터베이스